# Franse duinslak
De Franse duinslak (Cernuella aginnica) is een slakkensoort uit de familie van de Geomitridae. De wetenschappelijke naam van de soort werd, als Helix aginnica, voor het eerst geldig gepubliceerd in 1882 door Arnold Locard.

## Beschrijving
De Franse duinslak is een kleine landslak met een samengedrukt-kegelvormig tot bijna schijfvormig huisje die tot 19 bij 12 mm groot kan worden en 4 tot 5 matig bolle windingen heeft. De laatste winding meestal afgerond maar kan ook licht gehoekt zijn. De kleur is variabel, vaak grijswit of lichtgeel met, meestal vrij smalle, beige tot bruine onderbroken kleurbanden, die onder aan de laatste winding vaak uit losse vlekken bestaan. De mondrand is vaak roze-achtig, met witachtige lip aan de binnenkant; de navel is matig breed en neem ongeveer 1/6 deel van de breedte in. De sculptuur op het huisje bestaat alleen uit zeer vlakke groeilijntjes.

## Vergelijkbare soorten
Het huisje van de Franse duinslak lijkt het meest op die van de nauw verwante afgevlakte duinslak (C. neglecta). Het verschil zijn een smallere navel, meer prominente groeilijnen en de schelpvorm is over het algemeen minder samengedrukt.

## Verspreiding en leefgebied
Het is bekend dat deze soort voorkomt in een aantal landen en eilanden, waaronder Groot-Brittannië, van Nederland tot Frankrijk, Noord-Italië (West-Ligurië) en Noord-Spanje. Deze soort leeft op droge open leefgebieden, inclusief duinen.